# Agave fortiflora
Agave fortiflora är en sparrisväxtart som beskrevs av Howard Scott Gentry. Agave fortiflora ingår i släktet Agave och familjen sparrisväxter. Inga underarter finns listade i Catalogue of Life.